# La Paraula Cristiana (revista)
La Paraula Cristiana fou una revista mensual publicada a Barcelona des del gener del 1925 fins al juny del 1936. Va ser una de les plataformes més importants del pensament intel·lectual religiós a Catalunya durant les dècades de 1920 i 1930. Tractava des d'un punt de vista cristià temes importants de la política i la cultura, preferentment la dialèctica entre les dretes i les esquerres, les possibilitats del comunisme i les col·lectivitzacions, els límits de l'ortodòxia religiosa en una societat secularitzada, y el desenvolupament del nacionalisme català. Tot i que la publicació va estar dirigida per Josep Maria Capdevila, l'autèntic esperit va ser Carles Cardó, autor dels editorials i alguns dels articles de fons més polèmics, com el titulat “La moral de la derrota”, molt cèlebre en el seu temps, sobre la victòria del Front Popular a les eleccions del 1936.

## Origen
Fundada per Carles Cardó i Sanjoan i subtitulada “Revista d'Estudis Religiosos i Morals”, La Paraula Cristiana fou una revista de periodicitat mensual d'informació general i d'inspiració catòlica, que es caracteritzà per la seva catalanitat, romanitat i europeïtat. En el pòrtic del primer número, de gener de 1925, s'hi exposa l'ideari de la revista, que podem resumir en tres punts:
1. Un reconeixement de la pluralitat cultural de Catalunya: «És amb una forta emoció i amb un pregon sentit de responsabilitat que comencem a fer sentir la nostra paraula, aspirant a ésser paraula cristiana, enmig del cor, cada jorn més divers i arremorat, de la cultura catalana». Encara, en el pòrtic del segon número es precisa: «tractarem en aquestes pàgines de totes les qüestions, de qualsevol ordre que siguin, que es vagin plantejant a Catalunya, mirant-les sempre des del punt de vista cristià».
2. El propòsit de fer sentir la força de les arrels cristianes que subjeuen en el poble català: «Menats per un deler de perfecció moral, venim a exercir un apostolat d'espiritualització dins d'aquest poble català, tan acorat per tota mena d'afanys i tan distret, moltes vegades, d'allò que, tot amb tot, és la primera de les necessitats: la puresa moral i religiosa. Qualsevol que sigui la destinació d'un poble o la missió d'un home, qualsevol que sigui la seva capacitat d'abstenció, aquesta és una cosa de la qual no podrà mai passar-se, però molt menys podria passar-se'n un poble com el nostre, de tan nobles ambicions, de tan exacerbada sensibilitat, de possibilitats civils i culturals tan prometedores».
3. La reivindicació dels valors cristians i el dret del ciutadà a la formació religiosa: «En aquest poble s'és parlat ja de tot [...]. Vint-i-cinc anys, però, de no parlar gaire de Religió, perquè ens dividiria, ja quasi han donat entenent a la gent nostra que la Religió és una cosa domèstica, sense veu ni vot en els grans problemes socials i polítics [...]. Altrament, quina tolerància seria aquella que en un poble adult s'imposés el silenci com a condició de mutual respecte? Tolerem-nos personalment tal com som i obrant cadascú d'acord amb el seu esperit, i la tolerància tornarà de passiva en activa, única digna d'ésser admesa en els pobles civils».

La Paraula Cristiana va significar la millor revista confessional feta fins ara a Catalunya. Va ser llum guiadora i ferment per a la formació i per al treball de seminaristes i clergues del moment. Els seus «Pòrtics» mensuals de la capçalera de la revista, eren menjar desitjat de cada mes. Aquests, formen avui el cos principal del llibre La Nit Transparent, publicat el 1935.
Beneïda per Francesc d'Assís Vidal i Barraquer, cardenal de Tarragona, i Antoni Maria Marcet, abat del Monestir de Montserrat, La Paraula Cristiana comptà d'entrada amb una bona selecció de redactors i col·laboradors. Al costat dels homes d'església més representatius del moment, com Joan Baptista Manyà, Llorenç Riber, Carles Cardó, Albert Bonet, Isidre Gomà, Salvador Galmés i Lluís Carreras, hi trobem un impressionant gruix d'intel·lectuals i escriptors: Joan Alcover, Joaquim Ruyra, Tomàs Carreras i Artau, Josep Maria Batista i Roca, Jaume Bofill i Mates, Josep Carner, Jordi Rubió i Balaguer, Marià Manent, J. Ferran i Mayoral, F. Valls i Taberner, Josep Maria Junoy, Joan Baptista Roca i Caball, Manuel de Montoliu i Jaume Serra Húnter. Darrere d'aquests noms –molts dels quals tornarem a trobar a El Matí– s'hi endevina el do de persuasió de Capdevila.
La revista pretén l'augment de la influència del cristianisme en la societat catalana amb totes les inquietuds religioses, morals, socials, lingüístiques i patriòtiques eren objecte de lluminosos estudis des de les planes de La Paraula Cristiana. La revista, durant els onze anys de la seva publicació fins a la guerra, va gaudir de gran predicament en tots els medis culturals, i va pesar de manera definitiva en donar realitat d'una vida religiosa en expansió i fins i tot d'una certa plenitud, a l'última part d'aquella època.
La producció literària i sempre excel·lent del mossèn Cardó, es va manifestar principalment en la tasca periodística. Hi publicà vint-i-dos assaigs i cent trenta-vuit pòrtics de qualitat insuperable. Els diversos temes tractats en la revista, ja en plena maduresa de l'autor, i amb la competència que a Cardó li era pròpia, li van proporcionar gran estima i admiració entre les més altes personalitats del país i d'altres llocs.
A principis d'estiu de 1927, un problema de salut mantingué Capdevila allunyat de la redacció de La Paraula Cristiana fins a finals de setembre. L'absència continuada del despatx fou causa d'alguns malentesos tant amb l'administrador, Lluís Bertran i Pijoan, com amb el mossèn Carles Cardó. Aquestes dissensions havien de provocar poc després la dimissió de Capdevila. El conjunt d'escrits que Josep Maria Capdevila publicà a La Paraula Cristiana –de tema literari, estètic i filosòfic– ultrapassen el centenar. També hi feu algunes traduccions com El leprós d'Aosta, de Xavier de Maistre.
El mossèn Cardó, amb aquesta revista, no va voler envair el camp de les altres, també de gran importància, que es publicaven en aquells anys prolífics, com eren, entre altres prou notables: Analecta Sacra Tarraconensia del Foment de Pietat Catalana, (1925) anuari d'estudis religiosos i eclesiàstics, d'un alt nivell cultural; Catalunya Social òrgan de l’Acció Social Popular iniciada el 1921 pel sociòleg Dr. Josep M. Llobera, i amb col·laboració del conegut Ramon Rucabado, i que el 1927 passà al Foment de Pietat Catalana. També Criterion, trimestral de filosofia, d'alta cultura, netament cristiana, neotomista, encaixada amb la tradició del pensament genuí de Catalunya. En va ser el fundador, el 1925, el P. Miquel d'Esplugues.
L'any 1936 la terrible persecució religiosa que es va produir contra l'església a Catalunya, de la qual van ser víctimes uns 2.500 sacerdots i religiosos, va fer esfumar totes les publicacions de caràcter religiós, les seus de les quals van ser confiscades o incendiades. Finalment, després de 138 exemplars de 96 pàgines cadascun, al juny del 1936 La Paraula Cristiana va acabar desapareixent.

## Director[1]
- Josep Maria Capdevila i Balanzó

## Redactors i col·laboradors[1]
- Carles Cardó
- Rafael Benet
- Josep Maria Junoy
- Juan Moneva y Puyol
- Josep Maria Llovera
- Josep Gudiol
- Joan Baptista Manyà
- Miquel d'Esplugues
- Pau Vila
- Josep Maria Batista i Roca
- Josep Francesc Ràfols